# Джон Релей Мотт

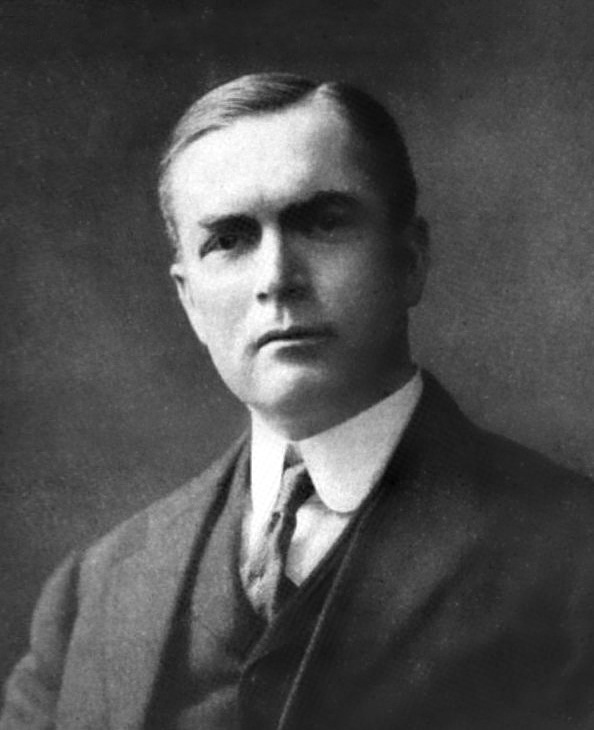
Джон Мотт

Джон Релей Мотт (англ. John Raleigh Mott, 25 травня 1865 — 31 січня 1955, Орландо) — визначний діяч протестантизму, керівник Всесвітньої асоціації християнських студентів (WCCF) та Християнскої Асоціації Молодих Людей (YMCA), лауреат Нобелівської премії миру за 1946 рік.